# 林静
林静（1976年4月3日—），本名林小镜，山东青岛人，汉族，中国女演员，毕业于北京电影学院；现任中国广播电视社会组织联合会（中广联合会）电视剧少年儿童演员工作委员会（少儿委）副会长；代表作《乱世英雄吕不韦》、《倚天屠龙记》（2003年版）、《汉武大帝》、《三国机密之潜龙在渊》及《庆余年》等。

## 簡歷
林静於17歲成為中國南方航空空中乘务員，後就读于北京电影学院，参演1998年电视剧《马永贞》正式出道。
2005年，因《汉武大帝》卫子夫一角而成名。

## 电视作品
- 1998年《马永贞》饰 蒋文静
- 1999年《青春的颜色》饰 夏怡
- 1999年《惊世情仇》饰 陆素素
- 2000年《美丽人生》饰 李嘉芙
- 2000年《乱世英雄吕不韦》饰 华阳夫人
- 2000年《古董王爷》饰 彩云
- 2001年《魂断秦淮》饰 董小宛
- 2001年《护国良相狄仁杰之京都疑云》饰 韦玉
- 2001年《皇嫂田桂花2》饰 西门小霜
- 2001年《大英雄郑成功》饰 柳圆圆
- 2001年《无敌县令—龙雀配/拍案惊奇之过江龙》饰 梅妃（兰心）
- 2002年《倚天屠龙记》饰 丁敏君
- 2002年《四个婚礼和一个葬礼》饰 谈琳
- 2002年《大脚马皇后》饰 吴玉娇
- 2002年《康熙微服私访记4之茶叶记》饰 定妃
- 2003年《汉武大帝》饰 卫子夫
- 2003年《女子监狱》饰 陈楠
- 2003年《白银谷》饰 豪姬
- 2004年《少年宝亲王》饰 飘红
- 2004年《凌云壮志包青天》饰 羽化仙
- 2004年《皇后驾到》饰 吴玉娇
- 2004年《家庭档案》饰 吴薇
- 2005年《血缘》饰 周文静
- 2006年《狼毒花》饰 林木川子
- 2006年《聊斋志异2义犬》饰 贾双双
- 2006年《爱在生命中传递》
- 2008年《女人心》
- 2008年《多情女人痴情男》饰 周蕴香[4]
- 2009年《翡翠凤凰》饰 翠儿
- 2009年《许茂和他的女儿们》饰 七姑娘
- 2013年《舞樂傳奇》饰 宇文中
- 2015年《妻子的謊言》饰 晨露
- 2016年《愛人的謊言》饰 杜鵑
- 2018年《鳳囚凰》饰 齊太妃
- 2018年《三国机密之潜龙在渊》饰 何皇后
- 2018年《扶搖》饰 鳳璇、鳳琦（雙胞胎）
- 2019年《天雷一部之春花秋月》飾 遊絲夫人
- 2019年《宸汐緣》饰 楊氏
- 2019年《庆余年》飾 淑貴妃
- 2020年《两世欢》饰 原夫人
- 2020年《我爱北京天安门》
- 2020年《画仙纪之双月》（網絡劇）饰 月璃
- 2021年《暗戀橘生淮南》饰 盛母
- 2021年《我的時代，你的時代》饰 吳母（客串）
- 2021年《飞鸟集》
- 2021年《北轍南轅》（網絡劇）
- 2021年《梦见狮子》饰 秦風（客串）
- 2021年《一片冰心在玉壶》（網絡劇）饰 皇后
- 2022年《镜·双城》饰 天香夫人
- 2022年《妻子的选择》饰 陈楓
- 2022年《云中谁寄锦书来》（網絡劇）饰 周三夫人
- 2022年《月歌行》（網絡劇）饰 柳母
- 2023年《你是我的永恒星辰》（網絡劇）饰 林母
- 2023年《春闺梦里人》饰 聶夫人
- 2023年《不完美受害人》（網絡劇）饰 SUSAN
- 2023年《廉石传奇》（2010年拍攝)饰  吕清妻
- 2023年《流光之下》（2018年拍攝)饰 Lucy李
- 2024年《19层》（網絡劇）饰 小琴媽媽
- 2024年《江河之上》饰 辛陽
- 2024年《惜花芷》（網絡劇）饰 萧王妃
- 2024年《墨雨云间》（網絡劇）饰 蕭德音
- 2024年《迎风的青春》饰 白霜
- 2025年《似锦》（網絡劇）饰 賢妃
- 2025年《献鱼》（網絡劇）饰 月朗凝
- 待播《鳳凰台上》饰 聖女

## 电影作品
- 《川岛芳子》饰 岩原一夫
- 《特警出击》饰 欧阳
- 《新甜蜜事来》饰 大熊
- 《铸剑》饰 晏之敖
- 《西城响马》 饰 杨剑飞
- 《超越死亡》饰 毁灭者
- 《冒险的美国女人》饰 欧阳川
- 《证书》饰 小苏